# Sunshine (S Club 7)
Sunshine è il terzo album in studio del gruppo pop britannico S Club 7, pubblicato il 26 novembre 2001.

## Tracce
1. Don't Stop Movin' – 3:53 (Tina Barrett, Paul Cattermole, Simon Ellis, Jon Lee, Bradley McIntosh, Sheppard Solomon, Hannah Spearritt, Rachel Stevens)
2. Show Me Your Colours – 3:05 (David Eriksen, Anna-Lena Högdahl)
3. You – 3:26 (Eliot Kennedy, Tim Lever, Michael David Percy, Tim Woodcock)
4. Have You Ever – 3:20 (Chris Braide, Cathy Dennis, Andrew Frampton)
5. Good Times – 3:32 (Eddie Chacon, Jonathan Shorten, John Themistocleous)
6. Boy Like You – 3:05 (Lauren Christy, Cathy Dennis)
7. Sunshine – 3:53 (Tina Barrett, Yak Bondy, Paul Cattermole, Cathy Dennis, Jon Lee, Bradley McIntosh, Jo O'Meara, Hannah Spearritt, Rachel Stevens)
8. Dance, Dance, Dance – 3:47 (Cathy Dennis, Julian Gingell, Barry Stone)
9. It's Alright – 3:29 (Eliot Kennedy, Tim Lever, Michael David Percy, Tim Woodcock)
10. Stronger – 3:11 (Tina Barrett, Paul Cattermole, Simon Ellis, Jon Lee, Bradley McIntosh, Ryan Molloy, Jo O'Meara, Hannah Spearritt, Rachel Stevens)
11. Right Guy – 3:42 (Cathy Dennis, Bradley McIntosh)
12. Summertime Feeling – 3:15 (Tina Barrett, Adam Ryan Carter, Paul Cattermole, Mark Hadfield, Jon Lee, Bradley McIntosh, Christine McVie, Jo O'Meara, Hannah Spearritt, Rachel Stevens)
13. I Will Find You – 3:47 (Yak Bondy, Bradley McIntosh)
14. Never Had a Dream Come True – 4:00 (Cathy Dennis, Simon Ellis)
15. Don't Stop Movin' (Jewels & Stone Remix) – 3:51 (Tina Barrett, Paul Cattermole, Simon Ellis, Jon Lee, Bradley McIntosh, Sheppard Solomon, Hannah Spearritt, Rachel Stevens)

## Classifiche

### Classifiche settimanali
| Classifiche (2001) | Posizione massima |
| ------------------ | ----------------- |
| Francia            | 112               |
| Germania           | 36                |
| Irlanda            | 11                |
| Nuova Zelanda      | 13                |
| Regno Unito        | 3                 |
| Svezia             | 38                |
| Svizzera           | 57                |

### Classifiche di fine anno
| Classifica (2001) | Posizione |
| ----------------- | --------- |
| Regno Unito       | 17        |
| Classifica (2002) | Posizione |
| Regno Unito       | 71        |